# Істленд (округ, Техас)
Шаблон:StateAbbr_ 32°20′ пн. ш. 98°50′ зх. д. / 32.33° пн. ш. 98.83° зх. д.
Округ Істленд (англ. Eastland County) — округ (графство) у штаті Техас, США. Ідентифікатор округу 48133.

## Історія
Округ утворений 1873 року.

## Демографія
За даними перепису 2000 року загальне населення округу становило 18297 осіб, зокрема міського населення було 7429, а сільського — 10868. Серед мешканців округу чоловіків було 8870, а жінок — 9427. В окрузі було 7321 домогосподарство, 5036 родин, які мешкали в 9547 будинках. Середній розмір родини становив 2,93.
Віковий розподіл населення поданий у таблиці:
| Стать    | До 15 років | 15-21 | 22-29 | 30-39 | 40-49 | 50-65 | 65-85 | Понад 85 |
| -------- | ----------- | ----- | ----- | ----- | ----- | ----- | ----- | -------- |
| Чоловіки | 1751        | 1148  | 642   | 1009  | 1213  | 1545  | 1439  | 123      |
| Жінки    | 1655        | 974   | 652   | 1002  | 1216  | 1675  | 1851  | 402      |

## Суміжні округи
- Стівенс — північ
- Пало-Пінто — північний схід
- Ерат — схід
- Команчі — південний схід
- Браун — південь
- Каллеген — захід
- Шекелфорд — північний захід

## Виноски
1. ↑  U.S. Decennial Census. United States Census Bureau. Архів оригіналу за 26 квітня 2015. Процитовано 26 квітня 2015.
2. ↑  Texas Almanac: Population History of Counties from 1850–2010 (PDF). Texas Almanac. Архів оригіналу (PDF) за 19 квітня 2015. Процитовано 26 квітня 2015.
3. ↑  State & County QuickFacts. United States Census Bureau. Архів оригіналу за 14 липня 2011. Процитовано 10 грудня 2013. [Архівовано 2011-07-14 у Wayback Machine.](англ.) Наведено за англійською вікіпедією.
4. ↑  American FactFinder. Бюро перепису населення США. Архів оригіналу за 26 лютого 2012. Процитовано 31 січня 2008. [Архівовано 2008-05-21 у Wayback Machine.]

| США | Це незавершена стаття з географії США. Ви можете допомогти проєкту, виправивши або дописавши її. |